# Carrer Major (Massalcoreig)
Carrer Major és una obra amb elements renaixentistes de Massalcoreig (Segrià) inclosa a l'Inventari del Patrimoni Arquitectònic de Catalunya.

## Descripció
Típic carrer estret i llarg amb cases a les dues bandes de crugies ben estretes i planta baixa i dos pisos d'alçada. Molts detalls de qualitat i nombroses façanes que ben arreglades farien un carrer bonic.
Els nº 45, on hi ha una porta mora, 47 i 50, que tenen una façana amb blocs de pedra, són mostres de la qualitat de les façanes.